# John Plummer
John Plummer (1410 circa – 1483 circa) è stato un compositore inglese operante durante il regno di Enrico VI d'Inghilterra.

## Biografia
Poche delle composizioni di Plummer sono giunte a noi - soltanto i mottetti Anna mater matris Christi e Tota Pulchra Es sono ampiamente disponibili e registrati dall'Hilliard Ensemble. Alcune composizioni di Plummer compaiono sul manoscritto Brussels Bibliothèque Royale MS 5557. Durante la sua vita, è morto e la conoscenza e l'esecuzione delle sue opere giunse almeno fino al territorio dell'attuale Repubblica Ceca, dove pezzi come Tota Pulchra Es furono copiati nel Codex Speciálník (c. 1500) . Questi pezzi sono opere vocali di musica sacra, senza accompagmanento strumentale, scritta per l'uso nelle grandi cappelle reali e gentilizie del nord Europa. 
Plummer fu uno dei membri della Cappella reale inglese almeno dal 1438 e, secondo le fonti, il primo ad occupare il posto di Master of the Children of the Chapel Royal dal 1444 al 1455. Lasciò la Corte verso la fine della sua carriera per spostarsi alla Saint George's Chapel del Castello di Windsor dove occupò il posto di sacrestano. Questa fu probabilmente la sua occupazione negli ultimi anni della sua vita.